# ديك روبرتسون (ملحن)
ديك روبرتسون (بالإنجليزية: Dick Robertson)‏ هو ملحن ومغني وكاتب أغاني أمريكي، ولد في 3 يوليو 1903، وتوفي في 1979.